# International Genetically Engineered Machine
La competición iGEM (International Genetically Engineered Machine) es una competición internacional de biología sintética celebrada anualmente en Boston. Empezó en 2003 como un curso independiente para estudiantes universitarios del Instituto Tecnológico de Massachusetts (MIT), donde se desarrollaban dispositivos celulares. En 2004 se convirtió en una competición de verano con cinco equipos, y a partir de allí se expandió hasta alcanzar 280 equipos de más de treinta países en 2015. 
Hoy en día incluye también estudiantes graduados, estudiantes de secundaria y laboratorios comunitarios.

## Detalles de la competición
Los equipos de estudiantes reciben un kit de partes biológicas en el comienzo del verano, procedente del Registry of Standard Biological Parts. Este kit consiste en una variedad de componentes genéticos tales como promotores, terminadores, reporteros y vectores de clonación. Los estudiantes trabajan en sus universidades o instituciones durante el verano, utilizando estas "partes" y creando de nuevas, con tal de diseñar sus propios sistemas biológicos e implementarlos en células.
Randy Rettberg, un ingeniero que ha trabajado para compañías tecnológicas como Apple, Sun y BBN, es el director actual de la competición iGEM.

## Sistemas biológicos / BioBricks
Uno de los objetivos de la competición es intentar construir sistemas biológicos a partir de los llamados "BioBricks", o partes biológicas estándar. Estas partes corresponden a fragmentos de ADN que han estado caracterizados y pueden ser combinados para realizar una función determinada en las células donde son implementadas.
La competición iGEM facilita el acceso a estas partes proporcionando una base de datos de BioBricks. Además, fomenta que los equipos creen sus propios BioBricks y describan sus características. De esta forma, los estudiantes contribuyen a expandir la biblioteca digital y los resultados de su proyecto pueden ser utilizados en ocasiones posteriores. 

### Otros objetivos
iGEM no solo intenta construir sistemas biológicos, sino que también intenta alcanzar objetivos más amplios: 
- Habilitar la sistematización en ingeniería biológica.
- Promover el desarrollo abierto y transparente de herramientas útiles para el campo de biología sintética.
- Ayudar a construir una sociedad que pueda utilizar biotecnologías de manera productiva y segura.[2]

Con todo ello, iGEM ha demostrado ser una nueva manera de despertar el interés de los estudiantes por la biología moderna y desarrollar competencias en autoaprendizaje y trabajo en equipo.

## Crecimiento y años recientes
Como se ha mencionado anteriormente, iGEM fue desarrollada a partir de proyectos llevados a cabo en cursos independientes del MIT en 2003. En verano del 2004, se celebró una competición con cinco equipos de varias universidades americanas y en 2005 participaron por primera vez equipos no estadounidenses.
Debido al crecimiento, en 2011 la competición fue dividida en tres regiones: Europa, América y Asia (aunque equipos de África y Australia también participaron, como "Europa" y "Asia", respectivamente). Se celebraron competiciones regionales y de allí se seleccionaron equipos para participar en la final mundial en el MIT.
En 2014 se suprimieron las regionales y desde entonces, solo se celebra la gran final (Giant Jamboree) en Boston. 

En enero del 2012 la fundación iGEM (iGEM Foundation) se separó del MIT y se consolidó como organización independiente sin ánimo de lucro en Cambridge (MA, USA). Esta apoya la investigación y educación científica a través de la organización de la competición iGEM.
En la edición de 2016 hay inscritos 301 equipos y la Giant Jamboree se celebrará el 27 de octubre.

## Resultados de la competición
|      | 1.º Undergrad.                                               | 2.º Undergrad.                                               | 3.º Undergrad.                                               | 1.º Overgrad.                                                | 2.º Overgrad.                                                | 3.º Overgrad                                                 | Resultados completos |
| ---- | ------------------------------------------------------------ | ------------------------------------------------------------ | ------------------------------------------------------------ | ------------------------------------------------------------ | ------------------------------------------------------------ | ------------------------------------------------------------ | -------------------- |
| 2015 | William y Mary                                               | República Checa                                              | Concordia Universidad                                        | TU Delft                                                     | BGU Israel                                                   |                                                              | iGEM 2015            |
| 2014 | Heidelberg                                                   | Imperial                                                     | NCTU Formosa                                                 | UC Davis                                                     | Wageningen                                                   | TU Darmstadt                                                 | iGEM 2014            |
| 2013 | Heidelberg                                                   | TU Múnich                                                    | Imperial                                                     | París Bettencourt                                            | Bielefeld                                                    | Sol Yat-sen                                                  | iGEM 2013            |
|      | 1.º                                                          | 2.º                                                          | 3.º                                                          | 4.º                                                          | 5.º                                                          | 6.º                                                          | Resultados completos |
| 2012 | Groningen                                                    | Ljubljana                                                    | París Bettencourt                                            | LMU Múnich                                                   |                                                              |                                                              | iGEM 2012            |
| 2011 | Washington                                                   | Imperial                                                     | ZJU China                                                    | MIT                                                          |                                                              |                                                              | iGEM 2011            |
| 2010 | Ljubljana                                                    | Pekín                                                        | BCCS Bristol                                                 | Cambridge                                                    | Imperial                                                     | TU Delft                                                     | iGEM 2010            |
| 2009 | Cambridge                                                    | Heidelberg                                                   | Valencia                                                     | Freiburg Bioware                                             | Groningen                                                    | Imperial                                                     | iGEM 2009            |
| 2008 | Ljubljana                                                    | Freiburg                                                     | Caltech                                                      | Harvard                                                      | NYMU Taipéi                                                  | UC Berkeley                                                  | iGEM 2008            |
| 2007 | Pekín                                                        | París                                                        | Ljubljana                                                    | UC Berkeley                                                  | UCSF                                                         | USTC                                                         | iGEM 2007            |
| 2006 | Ljubljana                                                    | Imperial                                                     | Princeton                                                    | iGEM 2006                                                    |                                                              |                                                              |                      |
| 2005 | Años con anterioridad a 2006 no tuvieron ganadores concretos | Años con anterioridad a 2006 no tuvieron ganadores concretos | Años con anterioridad a 2006 no tuvieron ganadores concretos | Años con anterioridad a 2006 no tuvieron ganadores concretos | Años con anterioridad a 2006 no tuvieron ganadores concretos | Años con anterioridad a 2006 no tuvieron ganadores concretos | iGEM 2005            |
| 2004 | IAP 2004, SBC 2004                                           |                                                              |                                                              |                                                              |                                                              |                                                              |                      |
| 2003 | IAP 2003                                                     |                                                              |                                                              |                                                              |                                                              |                                                              |                      |

| 2015 | TAS Taipéi                                                          |                                                                     |                                                                     | iGEM HS 2015                                                        |                                                                     |                                                                     |
| 2014 | CSIA-SouthKorea                                                     | TP CC-SanDiego                                                      | TAS Taipéi                                                          | iGEM HS 2014                                                        |                                                                     |                                                                     |
| 2013 | Lethbridge Canadá                                                   | AUC Turquía                                                         | CIDEB-UANL México                                                   | iGEM HS 2013                                                        |                                                                     |                                                                     |
| 2012 | Heidelberg LSL                                                      | NC Escuela de Sci Matemática                                        | CIDEB-UANL México                                                   | iGEM HS 2012                                                        |                                                                     |                                                                     |
| 2011 | Años con anterioridad a 2012 tuvo no división de instituto separado | Años con anterioridad a 2012 tuvo no división de instituto separado | Años con anterioridad a 2012 tuvo no división de instituto separado | Años con anterioridad a 2012 tuvo no división de instituto separado | Años con anterioridad a 2012 tuvo no división de instituto separado | Años con anterioridad a 2012 tuvo no división de instituto separado |